# Villa Santa Lucia degli Abruzzi
Villa Santa Lucia degli Abruzzi est une commune de la province de L'Aquila dans la région Abruzzes en Italie. Villa Santa Lucia est située dans le parc du Parc national du Gran Sasso e Monti della Laga.

## Administration
| Période                                  | Période  | Identité             | Étiquette | Qualité |
| ---------------------------------------- | -------- | -------------------- | --------- | ------- |
| 14 juin 2004                             | En cours | Maria Pia Colagrande |           |         |
| Les données manquantes sont à compléter. |          |                      |           |         |

### Hameaux
Carrufo

### Communes limitrophes
Brittoli (PE), Capestrano, Carpineto della Nora (PE), Castel del Monte, Ofena

### Jumelages
- Port Colborne (Canada)